# In Search of Aliens
In Search of Aliens là một bộ phim truyền hình Mỹ được công chiếu vào ngày 25 tháng 7 năm 2014 trên kênh H2. Được sản xuất bởi Prometheus Entertainment, chương trình có sự góp mặt của Giorgio A. Tsoukalos, cộng sự hàng đầu cho chương trình truyền hình Ancient Aliens thúc đẩy quan niệm giả khoa học rằng các phi hành gia cổ đại đã đến thăm Trái Đất và ảnh hưởng đến văn hóa của nhân loại. Chương trình đã nhận được sự chỉ trích từ các nhà phê bình và các tổ chức như Trung tâm Luật Nghèo miền Nam, người mô tả chương trình này nhằm quảng bá cho "giả học thuật mang tính phân biệt chủng tộc".

## Tập phim
- Tập 1: The Hunt for Atlantis (Cuộc săn lùng Atlantis)
- Tập 2: Nazi Time Travelers (Viễn khách thời gian Đức Quốc xã)
- Tập 3: The Mystery of Loch Ness (Bí ẩn hồ Loch Ness)
- Tập 4: The Roswell Rock (Đá Roswell)
- Tập 5: Searching for Bigfoot (Tìm kiếm Bigfoot)
- Tập 6: The Mystery of the Cyclops (Bí ẩn Cyclops)
- Tập 7: The Mystery of Puma Punku (Bí ẩn Puma Punku)
- Tập 8: The Founding of America (Sự thành lập nước Mỹ)
- Tập 9: The Mystery of Nazca (Bí ẩn Nazca)
- Tập 10: The Alien Code (Mật mã Người ngoài hành tinh)

## Chỉ trích
Theo nhà phê bình Jason Colavito, thông tin được trình bày trong chương trình "chẳng thêm được gì cả", "không có luận điểm hay mục đích nào mới mẻ", và Tsoukalos đành thừa nhận "ông chẳng moi được điều gì người được phỏng vấn nói". Colavito viết rằng "In Search of Aliens là một sản phẩm thay thế America Unearthed thậm chí còn thiếu cả chuyên môn đáng ngờ của Scott F. Wolter, người, vì tất cả lỗi lầm của mình, tạo ra truyền hình thú vị hơn bằng cách có can đảm trong niềm tin của mình và đưa ra kết luận điên rồ từ một việc đọc nhất quán (nếu bị sai lệch) về các "bằng chứng" mà ông cho điều tra".
Colavito đã cho thuyết phi hành gia cổ đại là "một trong những lý thuyết phức tạp hơn trong giả lịch sử với thành phần phân biệt chủng tộc". Theo Alexander Zaitchik viết cho blog Hatewatch của Trung tâm Luật Nghèo miền Nam, cho thấy rằng thúc đẩy lịch sử bên lề như In Search of Aliens được cánh cực hữu chấp nhận bởi vì họ giúp "nâng cao hồ sơ giả học thuật mang tính phân biệt chủng tộc", chẳng hạn như nhà văn người Đức Jan Udo Holey, tác giả những cuốn sách bài Do Thái đã bị cấm trên khắp châu Âu.